# Homayoun Assefi
Homayoun Shah Assefi (parfois orthographié Homayoon Shah Assefi ou Assefy), né en 1939, est un diplomate et homme politique afghan pachtoune.

## Biographie
Homayoun Assefy est d'ethnie pachtoune. Il est le beau-frère du roi Mohammad Zaher Shah,,. Il est élève au lycée français de Kaboul. Il se dit proche du commandant Ahmed Chah Massoud.
Exilé en France, il vit à Dijon, où il suit un cursus de sciences politiques à l'université de Bourgogne,. Il rejoint ensuite Sciences Po Paris en 1966.
Homayoun Assefi est victime d'un enlèvement à Kaboul le 19 octobre 2008,. Il est alors détenu pendant une dizaine de jours au fond d'un puits.

## Carrière politique
Ancien diplomate, Homayoun Assefi se rend en 1983 au Pakistan pour y rencontrer le gouvernement et discuter de l'établissement d'une loya jirga. 
En décembre 1992, Homayoun Assefi se rapproche de Jamiat-e Islami et soutient l'élection de Burhanuddin Rabbani à la fonction de président de l'État islamique d'Afghanistan.
Candidat à l'élection présidentielle de 2004, obtenant 0,3% des suffrages, Homayoun Assefi est un opposant politique au président Hamid Karzaï.
Abdullah Abdullah, alors candidat à l'élection présidentielle de 2009, fait d'Homayoun Assefi son numéro deux afin de s'attirer davantage de voix de la part des Pachtounes,.

## Dans la culture populaire
- Homayoun Assefi est un personnage du roman Sauve-qui-peut à Kaboul : 1 de la série de romans d'espionnage SAS de Gérard de Villiers.